# Carmelo Simeone
Pour les articles homonymes, voir Simeone et Lupino.
Carmelo Simeone Luppino (né le 22 septembre 1934 à Ciudadela (Buenos Aires) en Argentine - mort le 11 octobre 2014) est un joueur de football international argentin, qui évoluait au poste de défenseur.

## Biographie

### Carrière en sélection
Avec l'équipe d'Argentine, il dispute 22 matchs (pour aucun but inscrit) entre 1959 et 1966. Il figure notamment dans le groupe des sélectionnés lors de la Copa América de 1959 (Argentine).

## Palmarès
| Boca Juniors - Championnat d'Argentine (3) : - Champion : 1962, 1964 et 1965. |  | Argentine - Copa América (1) : - Vainqueur : 1959 (Argentine). |